# Liste der Biografien/Engb
Liste der Biografien |
Portal Biografien |
Personensuche
# |
A |
B |
C |
D |
E |
F |
G |
H |
I |
J |
K |
L |
M |
N |
O |
P |
Q |
R |
S |
T |
U |
V |
W |
X |
Y |
Z |
?
 
Ea |
Eb |
Ec |
Ed |
Ee |
Ef |
Eg |
Eh |
Ei |
Ej |
Ek |
El |
Em |
En |
Eo |
Ep |
Eq |
Er |
Es |
Et |
Eu |
Ev |
Ew |
Ex |
Ey |
Ez
 
Ena |
Enb |
Enc |
End |
Ene |
Enf |
Eng |
Enh |
Eni |
Enj |
Enk |
Enl |
Enm |
Enn |
Eno |
Enq |
Enr |
Ens |
Ent |
Enu |
Env |
Enw |
Enx |
Eny |
Enz
 
Enga |
Engb |
Engd |
Enge |
Engf |
Engg |
Engh |
Engi |
Engj |
Engl |
Engm |
Engn |
Engo |
Engq |
Engr |
Engs |
Engu |
Engv |
Engw
Die Liste der Biografien führt alle Personen auf, die in der deutschsprachigen Wikipedia einen Artikel haben. Dieses ist eine Teilliste mit 20 Einträgen von Personen, deren Namen mit den Buchstaben „Engb“ beginnt.

## Engb

### Engba
- Engbarth, Gerhard (* 1950), deutscher Autor, Musiker und Moderator

### Engbe
- Engberding, Heinrich (1869–1939), deutscher Reeder und Politiker (DVP), MdR
- Engberding, Hieronymus (1899–1969), deutscher Benediktiner
- Engberding, Reinhold (* 1954), deutscher Künstler
- Engberg, Anders, schwedischer Musiker
- Engberg, Anders (* 1968), schwedischer Sänger und Songwriter
- Engberg, Hanne (* 1935), dänische Schriftstellerin
- Engberg, Jan (* 1962), dänischer Sprachwissenschaftler
- Engberg, Katrine (* 1975), dänische Autorin, Tänzerin, Choreografin und RegisseurinKatrine Engberg (* 1975)

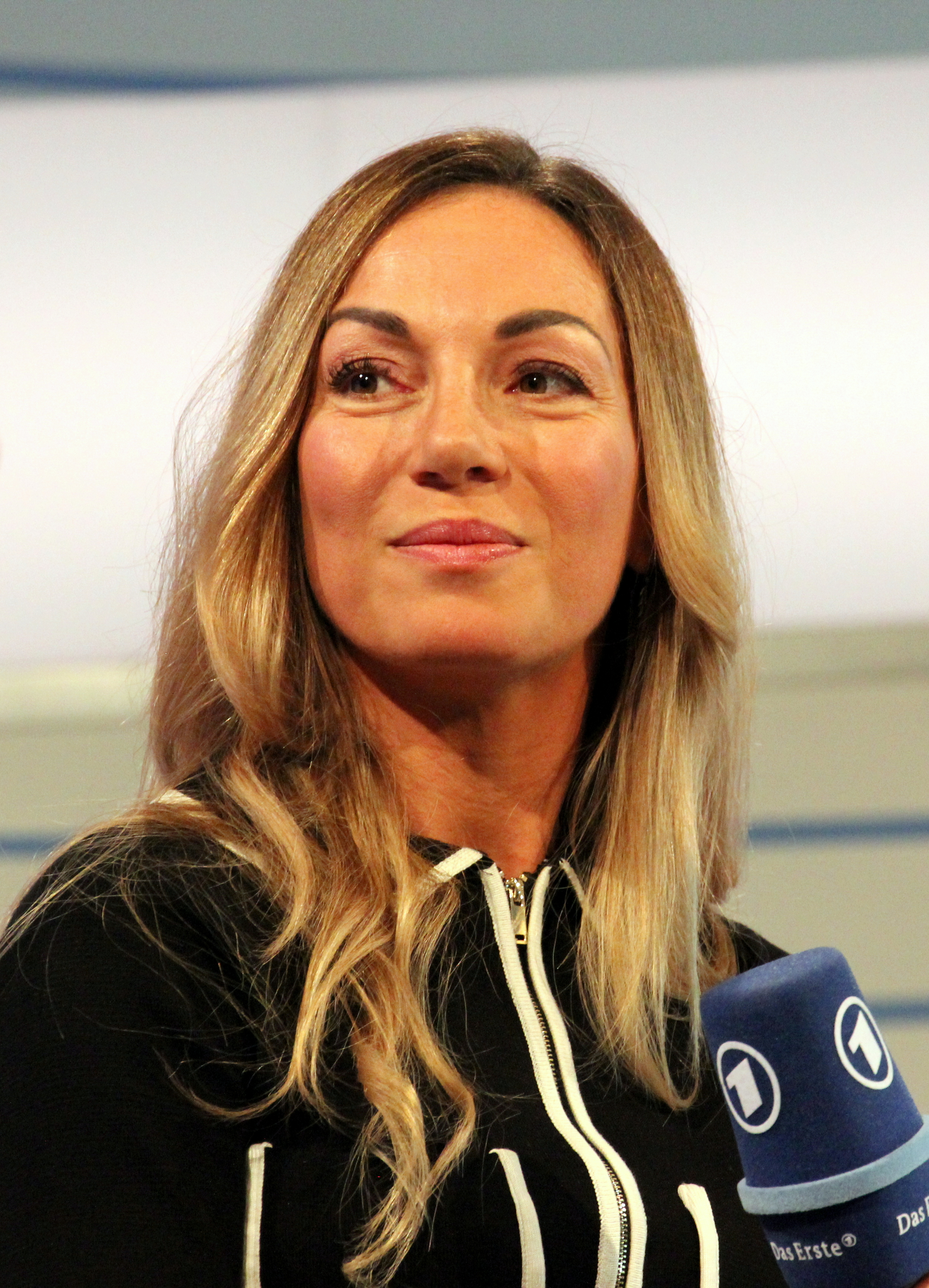
Katrine Engberg (* 1975)

- Engberg, Lars (1943–2017), dänischer Politiker
- Engberg, Lotta (* 1963), schwedische Sängerin
- Engberg, Mia (* 1970), schwedische Regisseurin und Filmproduzentin
- Engberg-Pedersen, Elisabeth (* 1952), dänische Linguistin und Hochschullehrerin
- Engberg-Pedersen, Troels (* 1948), dänischer Klassischer Philologe, Theologe und Philosophiehistoriker
- Engberink, Lea Oude (* 1999), deutsches Model
- Engbersen, Henriette (* 1980), Schweizer Fernsehjournalistin

### Engbl
- Engblom, Brian (* 1955), kanadischer Eishockeyspieler
- Engblom, Pontus (* 1991), schwedischer Fußballspieler
- Engblom, Skip (* 1948), US-amerikanischer Unternehmer

### Engbr
- Engbrox, Sylvester (* 1964), deutscher Maler